# Ribes uva-crispa
Ribes uva-crispa (L., 1753), comunemente nota come uva spina, è una pianta appartenente alla famiglia delle Grossulariaceae, originaria di Europa e Medio Oriente. Le sue bacche, commestibili, sono considerate frutti di bosco.

## Descrizione
L'uva spina è un piccolo arbusto perenne, caducifoglio e a latifoglie, spinoso con rami intricati, alto circa 50–200 cm. La sua forma biologica è "NP - nano-fanerofita", cioè pianta legnosa con gemme perennanti poste tra 20 cm e 2 m dal suolo.
Ha foglie lobate, senza stipole, di pelosità variabile.
I fiori, solitari o a racemo di 2-3 fiori, hanno un breve peduncolo. Il calice è formato da cinque sepali giallo-verdi, gialli o porporini, di 5–7 mm. La corolla è formata da cinque petali minori dei sepali, alternati ad essi. Il fiore ha 5 stami epipetali (disposti in corrispondenza dei petali). L'ovario è infero, con uno stilo bifido. La fioritura avviene in aprile e la fruttificazione si ha ad agosto.
Il frutto è una bacca edule di dimensione e pelosità variabile con alcuni semini all'interno; ne esistono diverse varietà con colore rosso o giallo. Le radici sono superficiali e non vanno in profondità.

## Produzione
| Maggiori produttori di uva-crispa (2012) (in tonnellate) | Maggiori produttori di uva-crispa (2012) (in tonnellate) |
| -------------------------------------------------------- | -------------------------------------------------------- |
| Germania                                                 | 77 000                                                   |
| Russia                                                   | 51 000                                                   |
| Polonia                                                  | 16 318                                                   |
| Ucraina                                                  | 7 500                                                    |
| Rep. Ceca                                                | 3 100                                                    |
| Regno Unito                                              | 2 620                                                    |
| Austria                                                  | 1 875                                                    |
| Ungheria                                                 | 745                                                      |
| Danimarca                                                | 436                                                      |
| Lituania                                                 | 300                                                      |
| Mondo                                                    | 161 462                                                  |

## Distribuzione e habitat
L'uva spina è una pianta eurasiatica, originaria di Europa e parte del Medio Oriente e del Nordafrica. A causa della sua popolarità come pianta da frutto è stata tuttavia introdotta dall'uomo in un areale ben più ampio, che include America Settentrionale ed Estremo Oriente. In Italia è comune sulle Alpi e sull'Appennino centro-settentrionale, fino al Molise. Cresce nei boschi e nelle radure di montagna, dai 100 ai 1600 m di quota.

## Coltivazione
L'uva spina predilige posizioni semi-ombreggiate e luoghi freschi, patendo la siccità prolungata. Vegeta in terreni sub-acidi e non troppo compatti.
È molto resistente al freddo e non teme le gelate tardive; inoltre è rustica e molto resistente alle malattie.

## Usi
Il frutto è commestibile; aromatico, succoso e dolce a piena maturazione. Può essere usato fresco, per fare confetture, sciroppi e gelatine. 
L'uva spina è poco conosciuta ed è catalogata tra i frutti minori o insoliti.
Come erba medicinale ed erba officinale, l'uva spina può essere utilizzata grazie al contenuto di vitamina C, vitamina A, polifenoli, sali minerali, acido malico.